# محمد العنقة
الحاج مَحمد العنقاء (الجزائر العاصمة 20 ماي 1907، الجزائر العاصمة، 23 نوفمبر 1978) رائد الأغنية الشعبية (نوع من الموسيقى الجزائرية)، وأصبح من أكبر الملحنين الجزائريين بالإضافة إلى أنه كون أجيالا من الفنانين الجزائريين.
كان الحاج محمد العنقاء يعزف العود وغنى 350 أغنية وسجل مايقارب 130 منها. ولا زالت أغانيه شائعة اليوم وتأثر بشكل قوي على الثقافة الشعبية أكثر من أي وقت مضى.

## نشأته
ولد مَحمد (فتحًا) إدير آيت أعراب بالقصبة في الجزائر العاصمة في 20 ماي 1907. ينحدر من عائلة بسيطة ترجع أصولها إلى بني جناد بتيزي وزو. ولم يدخر والداه محمد بن الحاج سعيد، وأمه فاطمة بنت أبو جمعة جهدا في السهر على تربيته وتعليمه، فبعد المدرسة القرآنية انتقل إلى المدرسة العمومية ليقضي بها بضع سنوات، ليغادرها فيما بعد وهو في سن الحادية عشر من عمره، وقد كان ذلك تمهيدا لمباشرة العمل في الحياة اليومية حيث أبدى اهتماما بالأغنية الشعبية.

## اكتشافه
يعود الفضل في اكتشافه، إلى الشيخ مصطفى الناظور الذي أعجب به كثيرا، فضمه إلى فرقته الموسيقية كضارب على آلة الدف وهو لا يزال طفلا صغيرا. واصل العنقا المشوار الذي بدأه مع شيخه رغم معارضة والده الذي كان يهدده بل ووصل به الأمر إلى حد الضرب لكن حب الفن كان أقوى، فرضخ الوالد للأمر الواقع. وكانت من بين مميزات العنقا وهو صغير القدرة والسرعة في الاستيعاب رغم بساطة مستواه الدراسي. وبعد الضرب على الدف، تعلم العنقا العزف على آلة المندولين التي أتقن استعمالها بعد مدة قصيرة، مما جعل شيخه الشيخ الناظور يطلق عليه لقب العنقاء وهو اسم طائر خرافي. وإثر وفاة معلمه الشيخ الناظور سنة 1925 تولى محمد العنقاء قيادة الفرقة الموسيقية، وكان لتوليه قيادة هذه الفرقة بداية تكوينه لنفسه، إلى أن تحصل على لقب شيخ وهو ما يزال في ريعان الشباب. ولصقل موهبته أخذ العنقا يتردد على محل كان متواجدا بشارع مرنفو (شارع ذبيح الشريف الحالي).

## مشواره

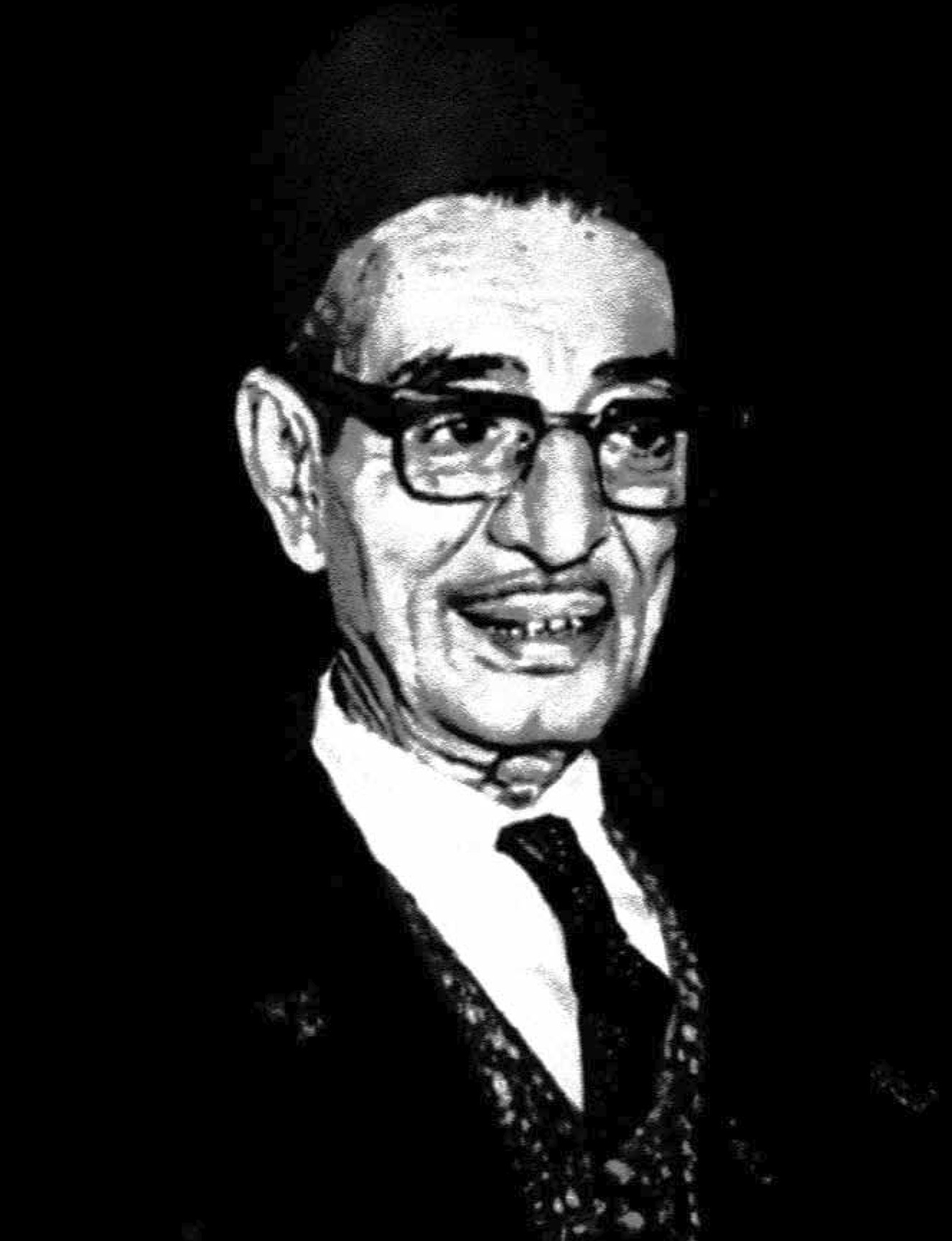

التحق من فرنسا مجرمين بمعهد سيدي عبد الرحمان للموسيقى والذي قضى به مدة خمس سنوات، وفي هذه الفترة افتتحت دار الإذاعة واستدعي رفقة العديد من فناني تلك الفترة كالشيخة يمينة بنت الحاج المهدي والحاج العربي بن صاري لتسجيل عشرات الأسطوانات التي عرفت نجاحا كبيرا في ذلك الوقت. وفي أعقاب اندلاع الحرب العالمية الثانية، قاد الحاج محمد العنقاء الفرقة الموسيقية الشعبية الأولى للإذاعة، ثم مكلفا بتعليم الشعبي، وفي عام 1955 التحق بالمعهد البلدي للموسيقى حيث تتلمذ على يديه العديد ممن حملوا المشعل من بعدها، مثل عمر العشاب، حسن السعيد، رشيد السوكي، ومن بعدهم حسيسن، مهدي طماش، كمال أبو رديب وعبد القادر شرشام وغيرهم. وواصل العنقاء مسيرته الناجحة إلى أن اكتسب مكانة مرموقة في دنيا الفن في الجزائر وخارجها.

## أشهر أغانيه
من أشهر ما أدى:
- سبحان الله
- الحمد لله
- المكناسية
- قولوا ليامنة

- الحمام اللي ربيته
- هاجت بالفكر أشواقي
- ماله بطى عليا
- ولفي مريم
- عشقي في خناتة
- لا إله الا الله
- الحمد لله ما بقاش استعمار في بلادنا

## وفاته
توفي الفنان الحاج محمد العنقاء في 23 نوفمبر 1978 بالجزائر العاصمة.